# Jacques Bureau

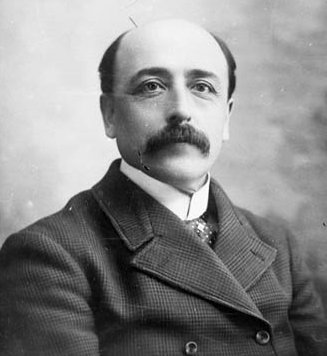
Jacques Bureau

Jacques Bureau PC KC (* 9. Juli 1860 in Trois-Rivières, Québec; † 23. Januar 1933) war ein kanadischer Politiker der Liberalen Partei Kanadas, der als Abgeordneter des Unterhauses und Senator mehr als 32 Jahre lang Mitglied des Parlaments sowie Solicitor General des 8. kanadischen Kabinetts von Premierminister Wilfrid Laurier und Minister im 12. Kabinett von Premierminister William Lyon Mackenzie King war.

## Leben
Bureau absolvierte nach dem Schulbesuch ein Studium der Rechtswissenschaften und schloss dieses mit einem Bachelor of Laws (LL.B.) ab. Nach seiner anwaltlichen Zulassung nahm er eine Tätigkeit als Rechtsanwalt auf und wurde für seine anwaltlichen Verdienste später zum Kronanwalt (King’s Counsel) berufen.
Als Kandidat der Liberalen Partei wurde er bei der Wahl vom 7. November 1900 erstmals zum Mitglied des Unterhauses gewählt und vertrat dort bis zu seinem freiwilligen Mandatsverzicht am 5. September 1925 den in Québec gelegenen Wahlkreis Three Rivers and St. Maurice. Die Parlamentszugehörigkeit war aufgrund der damaligen rechtlichen Regelungen während der jeweiligen Ministertätigkeiten unterbrochen.
Am 14. Februar 1907 wurde Bureau von Premierminister Wilfrid Laurier zum Solicitor General ernannt, gehörte aber als solcher nicht dem 8. kanadischen Kabinett an. Das Amt bekleidete er bis zum Ende von Lauriers Amtszeit am 6. Oktober 1911.
Premierminister William Lyon Mackenzie King berief Bureau, bis dahin Anhänger der sogenannten Laurier Liberalen, am 29. Dezember 1921 zum Minister für Zölle und Verbrauchssteuern in das 12. kanadische Kabinett. Auf Wunsch von Premierminister King trat er von diesem Ministeramt am 4. September 1925 aus gesundheitlichen Gründen zurück.
Nach seinem Ausscheiden aus Regierung und Unterhaus wurde er am 5. September 1925 auf Vorschlag von Premierminister King zum Senator ernannt und vertrat dort bis zu seinem Tod die in Québec liegende Senatsdivision La Salle.